# جامع الحکایات
جامِعُ الْحِکایات، مجموعه‌ای عمومی با موضوع داستان است که شامل موضوعات داستانی عشقی، ماجراجویی، فکاهی، تاریخی و گاهی جنایی است. این مجموعه‌ها، به صورت خطی و بعضاً چاپی، در کتابخانه‌های مختلفی نگاهداری می‌شود. تاریخ نگارش هر یک از مجموعه‌ها مختلف و قدیمی‌ترین آنها مربوط به سده هفتم ه‍.ق است.

## تعریف اصطلاحی
جامع الحکایات، اصطلاحی عمومی در خصوص مجموعه‌هایی است که مشتمل بر داستان می‌باشند. این مجموعه‌ای داستانی، بیشتر در موضوعات عشقی، ماجراجویی، تعلیمی، فکاهی، تاریخی و اسطوره‌ای نگاشته شده‌اند و گاهی در موضوع جنایی نیز می‌باشند. در میان داستان‌های این مجموعه‌ها، داستان‌هایی از جانوران نیز مشاهده شده‌است. اکثر نسخه‌های خطی که تحت عنوان جامع الحکایات قرار می‌گیرند، ناقص بوده و نام مؤلف و کاتب آن به‌طور مشخصی بیان نشده‌است.

## تاریخ نگارش
در خصوص زمان تألیف این مجموعه‌های داستانی، نمی‌توان به صراحت اظهار نظر داشت. کهن‌ترین مورد گزارش شده از مجموعه جامع الحکایات، نسخه شماره D 327 از کتابخانه بنیاد خاورشناسی سن پترزبورگ است که مؤلف آن، علاءالدین محمد یکم خلجی است. او والی دهلی بوده و به سال ۶۹۵ ه‍.ق حکومت خود را در آن منطقه آغاز کرده‌است. او تا سال ۷۱۵ ه‍.ق بر آن منطقه حکومت داشته‌است. دیگر نسخه‌های این مجموعه، متعلق به سده‌های ۱۱ تا ۱۳ ه‍.ق مصادف با ۱۷ تا ۱۹ میلادی است.

## تعداد و حجم داستان‌ها
تعداد داستان‌های در نسخه‌های مختلف، متفاوت هستند. ذبیح‌الله صفا، بزرگ‌ترین جامع الحکایات را نسخه ۷۹۷ کتباخانه دیوان هند می‌داند که مشتمل بر ۵۲ داستان است؛ اما آنطور که پیداست، داستان‌های شماره ۳۶ تا ۴۴ این مجموعه، شامل داستان‌هایی می‌شود که به صورت فرعی از بختیارنامه است و اشتباهاً به عنوان داستانی مستقل تلقی شده‌است. به همین ترتیب این مجموعه شامل ۴۴ داستان است. از همین رو، نسخه‌ای دیگر از این مجموعه در کتابخانه فردوسی تاجیکستان که شامل ۵۲ داستان است، بزرگ‌ترین جامع الحکایات گزارش شده تا کنون است. علاو بر تعداد، حجم داستان‌ها نیز با هم متفاوت هستند و افسانه‌های یکی دو صفحه‌ای کوتاه‌ترین داستان‌های این مجموعه را شکل داده‌اند.